# ورزشگاه راکر پارک
راکر پارک ورزشگاه فوتبال در ساندرلند انگلیس است. این استادیوم که گنجایش ۳۸۰۰۰ نفر را دارد و در ۱۰سپتامبر۱۸۹۸ بازگشایی شد.
این ورزشگاه در سال ۱۹۵۲برای برگزاری مسابقات در شب نیز مهیا شده است.